# Cypergrassenfamilie
De cypergrassenfamilie (Cyperaceae) is een familie van kruidachtige planten, met een gras- of rusachtig uiterlijk. De familie komt wereldwijd voor met centra van diversiteit in tropisch Azië en tropisch Zuid-Amerika. De meeste cypergrassen groeien in natte omstandigheden.
Het geslacht zegge is met ruim 2000 soorten de grootste en in Noordwest-Europa bij de determinatie een van moeilijkste, ook al vanwege de uitgebreide bastaardvorming. Op de Nederlandstalige Wikipedia wordt het geslacht Zegge (Carex) in een eigen artikel behandeld.
In het oudere Cronquist-systeem (1981) was de cypergrassenfamilie in de orde Cyperales ingedeeld. In het hier gehanteerde APG III-systeem (2009) is de familie verplaatst naar de Poales.
Bloemformule: * P3+3 A3 G(3)
- Cypergrassenfamilie
  - Tweerijige bies (Blysmus)
    - Platte bies (Blysmus compressus)
    -  Rode bies (Blysmus rufus)

  - Bolboschoenus
  - Zegge (Carex)
    - Blaaszegge (Carex vesicaria)
    - Blauwe zegge (Carex panicea)
    - Bleke zegge (Carex pallescens)
    - Blonde zegge (Carex hostiana)
    - Boszegge (Carex sylvatica)
    - Dichte bermzegge (Carex muricata)
    - Draadzegge (Carex lasiocarpa)
    - Drienervige zegge (Carex trinervis)
    - Dwergzegge (Carex viridula)
    - Elzenzegge (Carex elongata)
    - Geelgroene zegge (Carex oederi subsp. oedocarpa)
    - Gele zegge (Carex flava)
    - Gewone bermzegge (Carex spicata)
    - Gladde zegge (Carex laevigata)
    - Groene bermzegge (Carex divulsa)
    - Hangende zegge (Carex pendula)
    - Hazenzegge (Carex ovalis)
    - Heidezegge (Carex ericetorum)
    - IJle hazenzegge (Carex crawfordii)
    - IJle zegge (Carex remota)
    - Hoge cyperzegge (Carex pseudocyperus)
    - Kleine knotszegge (Carex hartmanii)
    - Knotszegge (Carex buxbaumii)
    - Kustzegge (Carex divisa)
    - Kwelderzegge (Carex extensa)
    - Moeraszegge (Carex acutiformis)
    - Noordse zegge (Carex aquatilis)
    - Oeverzegge (Carex riparia)
    - Paardenhaarzegge (Carex appropinquata)
    - Pilzegge (Carex pilulifera)
    - Pluimzegge (Carex paniculata)
    - Polzegge (Carex cespitosa)
    - Ribbelzegge (Carex vulpinoidea)
    - Rivierduinzegge (Carex ligerica)
    - Ronde zegge (Carex diandra)
    - Ruige zegge (Carex hirta)
    - Scherpe zegge (Carex acuta)
    - Schubzegge (Carex lepidocarpa)
    - Slanke zegge (Carex strigosa)
    - Slijkzegge (Carex limosa)
    - Snavelzegge (Carex rostrata)
    - Sterzegge (Carex echinata)
    - Stijve zegge (Carex elata)
    - Stippelzegge (Carex punctata)
    - Trilgraszegge (Carex brizoides)
    - Tweehuizige zegge (Carex dioica)
    - Tweenervige zegge (Carex binervis)
    - Valse voszegge (Carex otrubae)
    - Valse zandzegge (Carex reichenbachii)
    - Viltzegge (Carex tomentosa)
    - Vingerzegge (Carex digitata)
    - Vlozegge (Carex pulicaris)
    - Voorjaarszegge (Carex caryophyllea)
    - Voszegge (Carex vulpina)
    - Vroege zegge (Carex praecox)
    - Waardzegge (Carex divisa)
    - Zandzegge (Carex arenaria)
    - Zeegroene zegge (Carex flacca)
    - Zilte zegge (Carex distans)
    - Zompzegge (Carex canescens)
    - Zwarte zegge (Carex nigra)

  - Cladium
    -  Galigaan (Cladium mariscus)

  - Cyperus
    - Parapluplant Cyperus alternifolius
    - Papyrusriet Cyperus papyrus
    -  Knolcyperus (Cyperus esculentus)

  - Eleocharis
    - Chinese waterkastanje (Eleocharis dulcis)
    - Armbloemige waterbies (Eleocharis quinqueflora)
    - Gewone waterbies (Eleocharis palustris)
    -  Veelstengelige waterbies (Eleocharis multicaulis)

  - Eleogiton
  - Wollegras (Eriophorum)
    - Slank wollegras (Eriophorum gracile)
    - Breed wollegras (Eriophorum latifolium)
    - Eenarig wollegras (Eriophorum vaginatum)
    -  Veenpluis (Eriophorum angustifolium)

  - Isolepis
    -  Borstelbies (Isolepis setacea)

  - Scirpoides
  - Rhynchospora
    - Witte snavelbies (Rhynchospora alba)
    -  Bruine snavelbies (Rhynchospora fusca)

  - Bies (Schoenoplectus)
    - Mattenbies (Schoenoplectus lacustris)
    - Stekende bies (Schoenoplectus pungens)
    - Ruwe bies (Schoenoplectus tabernaemontani)
    -  Driekantige bies (Schoenoplectus triqueter)

  - Schoenus
    -  Knopbies (Schoenus nigricans)

  - Scirpoides
    -  Kogelbies (Scirpoides holoschoenus)

  - Scirpus
    -  Bosbies (Scirpus sylvaticus)

  -  Trichophorum
    -  Veenbies (Trichophorum cespitosum subsp. germanicus)

## Complete lijst van geslachten
De cypergrassenfamilie is een grote familie met meer dan 4000 soorten in ruim 100 geslachten.
| De geslachten van de Cyperaceae | (vervolg) |
| --- | --- |
| - familie Cyperaceae - onderfamilie Mapanioideae - geslachtengroep Chrysitricheae - Capitularina - Chorizandra - Chrysitrix - Exocarya - Lepironia - geslachtengroep Hypolytreae - Diplasia - Hypolytrum - Mapania - Paramapania - Principina - Scirpodendron - onderfamilie Cyperoideae - geslachtengroep Abildgaardieae - Actinoschoenus - Arthrostylis - Bulbostylis - Crosslandia - Fimbristylis - Nelmesia - Nemum - Trachystylis - geslachtengroep Cariceae - Carex - geslachtengroep Cryptangieae - Cephalocarpus - Everardia - Lagenocarpus - geslachtengroep Cypereae - Alinula - Androtrichum - Ascolepis - Courtoisina - Cyperus - Dracoscirpoides - Ficinia - Hellmuthia - Isolepis - Karinia - Kyllinga - Kyllingiella - Lipocarpha - Oxycaryum - Pycreus - Queenslandiella - Remirea - Scirpoides - Sphaerocyperus - Volkiella - geslachtengroep Dulichieae - Blysmus - Dulichium - Sumatroscirpus - geslachtengroep Eleocharideae - Eleocharis | - - geslachtengroep Fuireneae - Actinoscirpus - Bolboschoenus - Fuirena - Pseudoschoenus - Schoenoplectus - ×Bolboschoenoplectus - geslachtengroep Rhynchosporeae - Pleurostachys - Rhynchospora - geslachtengroep Schoeneae - Capeobolus - Carpha - Caustis - Cladium - Costularia - Cyathochaeta - Cyathocoma - Epischoenus - Evandra - Gahnia - Gymnoschoenus - Lepidosperma - Machaerina - Mesomelaena - Morelotia - Neesenbeckia - Oreobolus - Ptilothrix - Reedia - Rhynchocladium - Schoenus - Tetraria - Trianoptiles - Trichoschoenus - Tricostularia - geslachtengroep Scirpeae - Amphiscirpus - Cypringlea - Eriophorum - Neoscirpus - Oreobolopsis - Phylloscirpus - Scirpus - Trichophorum - Zameioscirpus - geslachtengroep Sclerieae - Becquerelia - Bisboeckelera - Calyptrocarya - Diplacrum - Scleria - geslachtengroep Trilepideae - Afrotrilepis - Coleochloa - Microdracoides - Trilepis |

... · 
Blysmus · 
Bolboschoenus · 
Carex (Zegge) · 
Cladium · 
Cyperus (Cypergras) · 
Eleocharis (Waterbies) · 
Eleogiton · 
Eriophorum (Wollegras) · 
Isolepis · 
Rhynchospora · 
Schoenoplectus (Bies) · 
Schoenus · 
Scirpoides · 
Scirpus · 
Trichophorum · 
...